# Чолганський Леонтій Едмундович
Чолганський Леонтій Едмундович (1872—1942 або 1943) — київський правник, присяжний повірений, юрисконсульт Київської міської думи в 1912—1917 роках, гласний міської думи 1917—1918 років. Ув'язнений за справою «Київського центру дії».

## Біографія
За твердженням самого Чолганського, він походив від французького офіцера Домініка де ля Фліза, що потрапив у полон під час Наполеонівських війн та залишився в Україні. Підтверджень цього немає.
Закінчив юридичний факультет Київського університету святого Володимира. У 1910-х роках він працював присяжним повіреним у Києві. Викладав у приватній жіночій гімназії Аделаїди Жекуліної. Був членом Партії народної свободи (кадети), за її списком обрався до Київської міської думи 23 липня 1917 року. У 1917—1919 роках був головою Київського сирітського суду.
За радянської влади працював викладачем у кількох вишах. У 1923 році працював керівником у підрозділі Американської адміністрації допомоги в Києві.
У липні 1923 року Чолганського арештували в справі «Київського центру дії». Його звинуватили в тому, що він входив до складу керівної «п'ятірки» організації, нарівні з Миколою та Костянтином Василенками, Сергієм Чебаковим та Павлом Смірновим. Під час процесу Чолганський стверджував, що всі громадяни повинні мати рівні виборчі права, та висловлювався на захист повної свободи слова. Його засудили до 10 років ув'язнення, надалі зменшили термін до 5 років.
Був членом масонської ложі, імовірно «Пробудження» разом з Борисом Толпиго, Віктором Романовським, Миколою Воскресенським та іншими.

## Родина
Був одружений з дочкою Івана та Марії Лучицьких Ольгою. У них народилося троє дітей. Старша Ніна померла маленькою, Віра стала перекладачкою, брала участь у Нюрнберзькому процесі. Син Лев працював інженером. Подружжя розійшлося 1915 року.

## Пам'ять
Чолганський є персонажем детективного роману Ростислава Самбука «Останній заколот» (1989), присвяченого справі «Київського центру дії».

## Наукові праці
- Чолганский Л. Э. Вред и убытки иностранцев в связи с гражданской войной (Историческая справка) // Право и Жизнь. — М., 1927. — Книга 6 — 7. — С. 82 — 89(рос.)